# Oderbruch

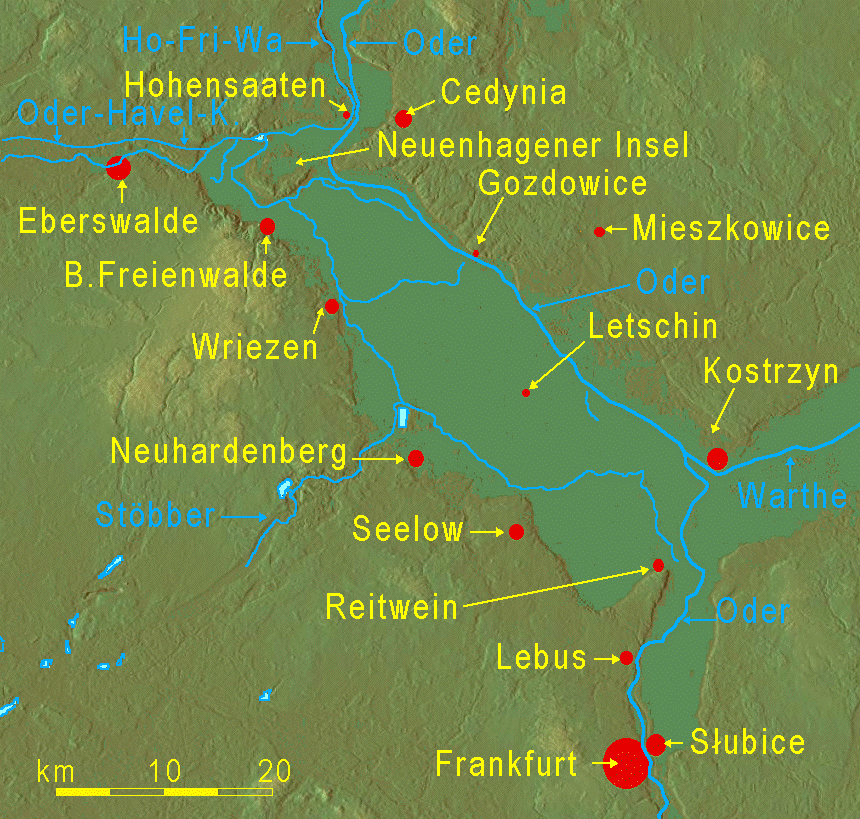
Oderbruch dans la dépression de l´Oder,
en bleu-vert = zone inférieure à 20 m d´altitude
Oder dans toute la section de la frontière germano-polonaise

L’Oderbruch (ce qui signifie « marécage de l’Oder » en allemand; en polonais Kotlina Freienwaldzka) est un delta fluvial de l’Oder dans l´arrondissement de Märkisch-Pays de l'Oder du Land de Brandenbourg en Allemagne et dans la Woiwodschaften Voïvodie de Poméranie-Occidentale et la Voïvodie de Lubusz en Pologne.

## Situation

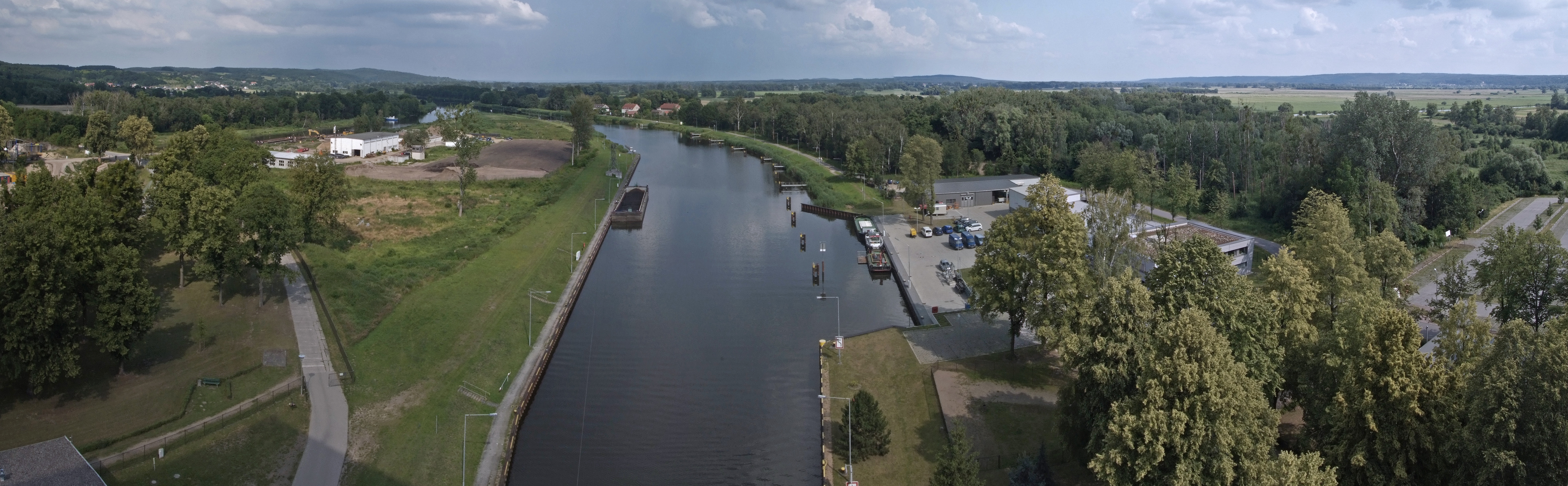
Le canal Oder-Havel l´Oderbruch et Neuenhagener Insel
Vue depuis l´ascenseur à bateaux de Niederfinow

L'Oderbruch est une zone traversée par l'Oder sur près de 60 km de long et de 12 à 20 km de large, qui est nettement plus profonde que ses environs et se situe à peu près entre les villes de Oderberg au nord-ouest et Lebus au sud-est. À l'ouest, l'Oderbruch est délimité par le plateau du Barnim et le Pays de Lubusz, sur le flanc desquels se trouvent les villes de Wriezen et de Seelow. La limite orientale est formée par la région montagneuse de Neumärk et la plaine de Warta.
La Warthe, plus grand affluent de l´Oder, se jette dans l'Oder une bonne dizaine de kilomètres après son entrée dans l'Oderbruch. La partie de l'Oderbruch à l'ouest de l'Oder, environ 5/6e de sa superficie, est un polder fluvial depuis le milieu du XVIIIe siècle, tandis que 1/6e de la superficie se situe sur la rive est, aujourd'hui en Pologne et a conservé la zone humide originale. Le fond de l'Oderbruch forme une plaine en pente très douce et descend de 14 m au sud-est près de Reitwein jusqu’à un mètre du niveau de la mer au nord-ouest près de Hohensaaten. La partie basse de 2 à 6 km de large à l'ouest du Neuenhagener Sporn s'appelle Niederes Oderbruch. À l´exclusion de la Neuenhagener Insel, l'Oderbruch a une superficie totale de 920 km2.

## Assèchement

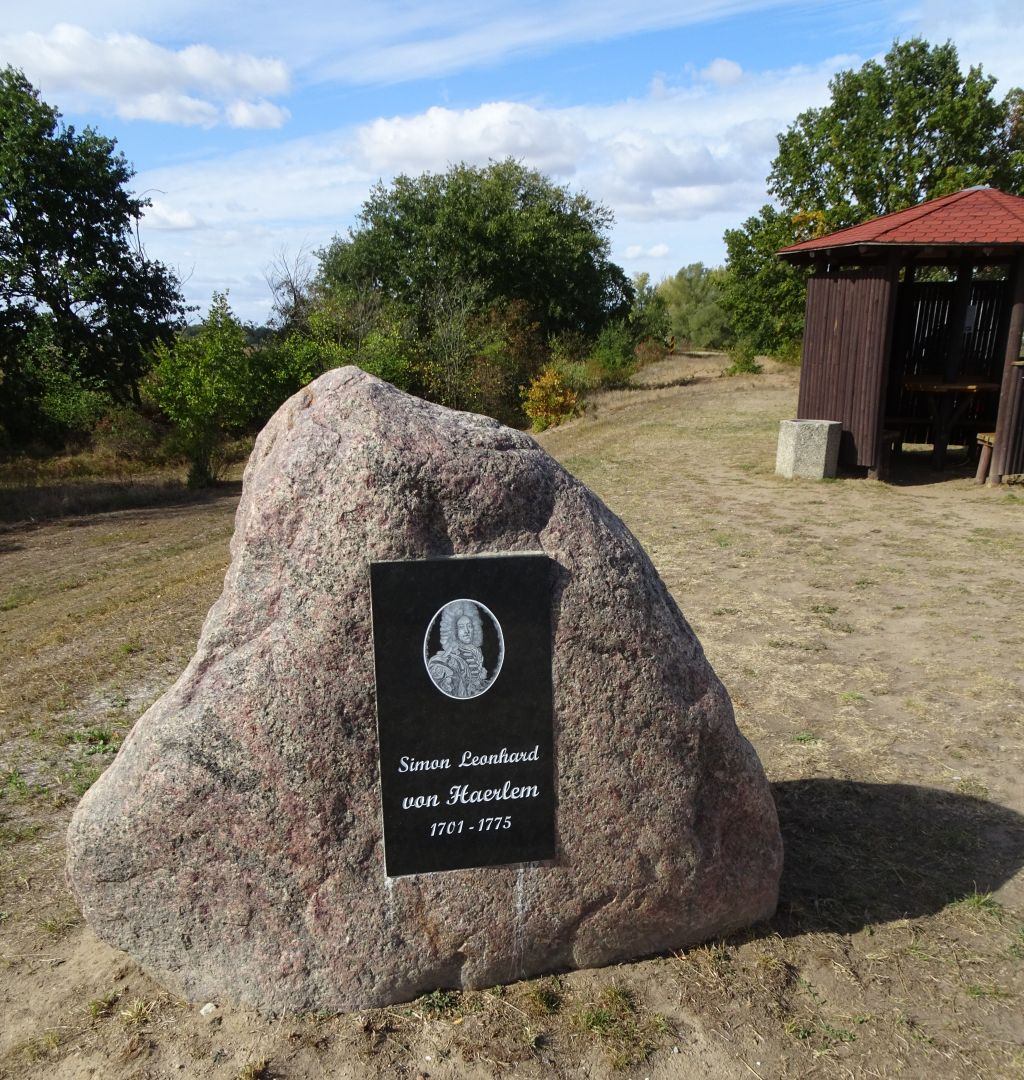
Pierre commémorative de Van Haerlem-Vue sur la digue près de Sophienthal

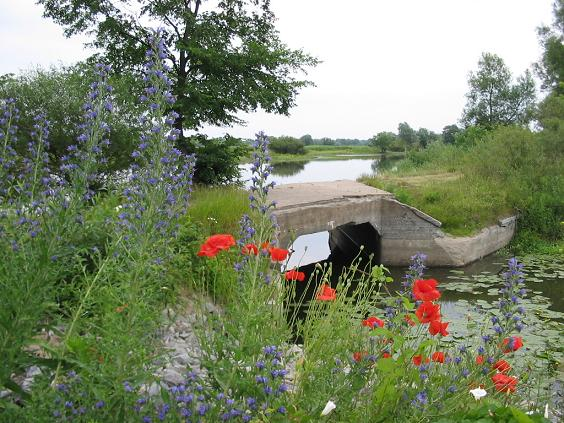
L´Oderbruch entre Kienitz et Zollbrücke

Le paysage actuel de l'Oderbruch a été façonné par la rectification de l'Oder au XVIIIe siècle. La construction d´une digue et le drainage de la zone humide ont commencé après 1735, principalement entre 1747 et 1762 sous le règne du roi de Prusse Frédéric II. En son honneur, un monument a été érigé à Letschin.
Selon les plans de l'ingénieur hydraulique et inspecteur en chef des digues Simon Leonhard von Haerlem, qui ont été confirmés par le mathématicien suisse Leonhard Euler, le cours de l'Oder était dirigé le long de la bordure orientale de la plaine le long de l'Oderbruch. À cet effet, un canal de 18,83 km de long, largement rectiligne et bordé de digues a été construit, ce qui a raccourci le cours de la rivière d'environ 25 km. À Hohenwutzen, la crête morainique de l'éperon Neuenhagener a été percée à un endroit approprié pour raccourcir le cours de l'Oder, ce qui a généré le Neuenhagener Oderinsel. Un système de fossés assurait le drainage de la zone humide. Le 2 juillet 1753, le barrage de Güstebiese a été percé et le nouveau cours de l'Oder mis en crue. Depuis lors, l'Oder a été acheminé au-delà de la bordure orientale des basses terres de l'Oder sur l'Oderbruch, tandis que l'eau de la zone d'amélioration s'est accumulée dans le vieil Oder. Comme prévu, après un court laps de temps, de vastes zones se sont asséchées et ont pu être colonisées, environ 32 500 ha de terres agricoles fertiles avaient été ainsi récupérées.

### Crues de l’Oder

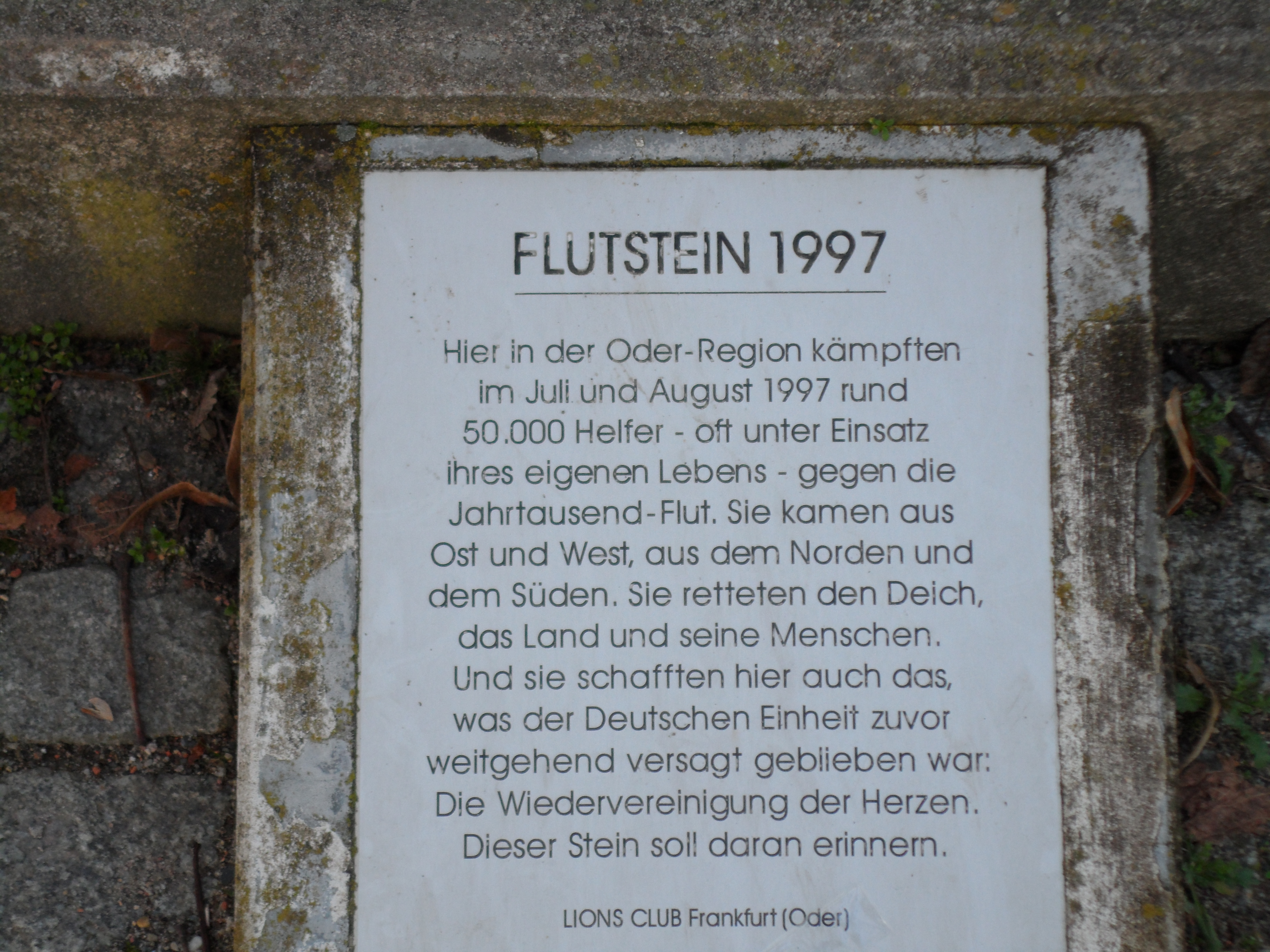
Repère de la crue de 1997

Des crues de l’Oder ont eu lieu en 1785, 1838, 1947, 1981/82, 1997 et 2010.
À la fin de la Seconde Guerre mondiale, l´Oderbruch a beaucoup souffert lors de la bataille de Berlin. Plusieurs villages étaient en ruine.
La plus grande catastrophe consécutive à la montée des eaux de l’Oder a eu lieu au printemps 1947. 
| Niveau maximum en cm | Date            |
| -------------------- | --------------- |
| 778                  | 21 mars 1940    |
| 755                  | 7 janvier 2011  |
| 746                  | 18 janvier 1982 |
| 729                  | 31 juillet 1997 |
| 723                  | 23 mars 1855    |
| 712                  | 20 mars 1891    |
| 709                  | 3 avril 1888    |
| 704                  | 30 mars 1942    |
| 703                  | 20 avril 1917   |
| 701                  | 25 février 1948 |